# Штогаренко Андрій Якович
Андрій Якович Штогаренко (15 жовтня 1902, Нові Кайдаки — 15 листопада 1992, Київ) — радянський український композитор, педагог, музично-громадський діяч. Заслужений діяч мистецтв УРСР (1947). Народний артист УРСР (1970). Народний артист СРСР (1972). Герой Соціалістичної Праці (1982).

## Біографія
Народився 15 жовтня 1902 року в передмісті Катеринослава селі Нових Кайдаках  (нині в складі м. Дніпра). Батько Яків Софронович  — робітник-токар на Брянському металургійному заводі (в радянський час — металургійний завод ім. Петровського) та великий шанувальник музики. Він грав на багатьох народних інструментах, брав активну участь у театральних аматорських виставах. Мати добре співала народні пісні, а також мала акторські здібності. Ще в ранньому дитинстві маленький Андрійко чув багато пісень від матері, яка чудовим грудним голосом якось особливо зворушливо їх співала. Любов до музики була в сім’ї дуже сильна та надихнула створити свій власний самодіяльний ансамбль народних інструментів. 
Відтак до музики Андрій долучився з дитинства, у шкільні роки відвідував класи Катеринославського музичного училища (1912–1915 роки, клас З. Разловської). Через брак коштів родина мусила переїхати на Донбас. Там батько композитора започаткував драматичний гурток. Там керівником хору став молодий Штогаренко. Згодом сім'я повернулася назад в рідне місто. Там композитор почав музичну самодіяльність, організувавши музично-інструментальний ансамбль з місцевих жителів.  
У 1921–1930 роках викладав співи у середніх навчальних закладах Катеринослава (від 1926 Дніпропетровська).
1926 року організував ансамбль баяністів, що отримав назву 1-го українського камерного ансамблю ім. Комсомолу, з яким концертував до 1930 року.На меті в цього ансамблю було поширення народної творчості та творів українських композиторів в маси.
Музичну освіту здобув у Харківському музично-драматичному інституті на факультеті теорії та композиції (1930–1936 рр., клас професора С. Богатирьова). Перші твори композитора відносяться до 1931 року. До часу закінчення вишу він був автором кількох хорових і вокально-симфонічних творів.
Після закінчення консерваторії у 1936 році Штогаренко залишився у Харкові, де працював до початку  Німецько-радянської війни: з 1936 по 1941 рік керував секцією оборонної музики при Спілці композиторів; був заступником голови Спілки композиторів (Харківське відділення). З 1939 р. - член правління, 1947-1956рр. - заступник голови, а з 1968-1989рр. - голова правління Спілки композиторів України.
У роки Другої світової війни А. Штогаренко разом з багатьма українськими діячами мистецтв евакуюється до Алма-Ати та Ашхабада. Там митець продовжував громадську діяльність: у 1941–1943 роках був відповідальним секретарем Спілки композиторів Туркменістану, допомагав молодим композиторам республіки, здійснював зв'язки з українськими музикантами, які знаходилися у Середній Азії. У ці роки хорова пісня стає провідним жанром його творчості. У 1943 році вперше була виконана його кантата-симфонія «Україно моя» (слова А. Малишка, М. Рильського)
З 1943 року життя та діяльність Штогаренка пов'язані з Києвом, де він розпочинає роботу в Київській консерваторії:
- з 1960 — професор;
- у 1968–1990 — завідувач кафедри композиції;
- у 1954–1968 — ректор консерваторії.[3]

Учні Штогаренка — відомі музиканти: Ю. Іщенко, О. Винокур, К. Віленський, О. Костін, Є. Мілка, В. Подвала, І. Поклад, М. Степаненко, В. Тилик, В. Філіпенко, Ю. Шамо, В. Загорцев, Н. Боєва, В. Ронжин, С. Гримальський та інші.  
У 1962 році виступив організатором Міжнародного музичного конкурсу імені Миколи Лисенка.

В 1970 р. був у жюрі IV Міжнародного конкурсу імені П. І. Чайковського за фахом «Вокал».

Могила Андрія Штогаренка

Був одружений з українською піаністкою, заслуженою артисткою України Аріадною Лисенко. Помер 15 листопада 1992 року. Похований на Байковому кладовищі (центральна алея, ділянка № 2).
Нагороди:
- Державна премія СРСР 1946 та 1952 рр., Державна премія УРСР ім. Т. Г. Шевченка 1974 року
- звання народного артиста СРСР

## Твори
Творчість композитора дуже опирається на пісенний фольклор та історичні пісні. Твори є монументальні та з чіткими формами, як концерт-сюїта та симфонічна кантата. Настрій творів позитивний та енергійний. Головними образами є патріотична тематика, лірика, танцювальні образи та сатиричні образи. Творчу спадщину Андрія Штогаренко складають численні симфонії, хорові твори, пісні, музика до драматичних вистав, загалом понад 100 творів, серед яких:

### Симфонічні твори
- Симфонія-кантата № 1 «Україна моя» (1942—1943)
- Симфонія № 2 для струнного оркестру «Пам'яті товариша» (1965)
- Симфонія № 3 «Київська» (1972)
- Симфонія № 4 «Симфонічні казки» (1973)
- Симфонія № 5 «Комсомолії присвячується» (1976)
- Симфонія № 6 «Біографічна» (1978)
- Сюїта «Пам'яті Лесі Українки» (1951)
- Сюїта «Молодіжна» для струнного оркестру (1959)
- Сюїта «Піонерська» (1965)
- Симфонічна поема «Похід» (1936)
- Концерт для фортепіано з оркестром «Партизанські картини» (1957)
- Концерт для флейти та струнного оркестру «Дивертисмент» (1957)
- Концерт для скрипки з оркестром (1971)
- Концертіно для скрипки з оркестром (1972)
- Концертіно для фортепіано з оркестром (1973)
- «Чотири симфонічні казки» (1947)
- «Марш-увертюра» (на тему М. Лисенка, 1959)
- «Молодіжна поема» (1959)
- «Симфонічні танці» для фортепіано з оркестром (1980)

### Вокально-симфонічні твори
- «Про канальські роботи». Балада для мішаного хору, солістів та симфонічного оркестру (1936)
- «Дівоча доля». Сюїта для голосу та симфонічного оркестру (1937)
- «Дитинство». Оркестрово-вокальна сюїта з музики до драматичних вистави (1939)
- «Україна моя». Симфонія-кантата (№ 1) для мішаного хору, солістів та симфонічного оркестру на слова А. Малишка та М. Рильського (1942—1943)
- «Переможцям слава». Кантата для хору та симфонічного оркестру на слова О. Новицького (1943)
- «Росія». Вокально-симфонічна поема для баритону, мішаного хору та симфонічного оркестру на слова І. Вазова та Х. Ботева (1950)
- «Про партію рідну». Поема для хору, соліста та симфонічного оркестру на слова І. Неходи (1953—1954)
- «Зійшла комунізму зоря». (1954)
- «Лірична ода Жовтню». Для жіночого хору та симфонічного оркестру (1957)
- «Про незабутніх людей». Вокально-симфонічні балади для басу: «Сказання про невідомого солдата», «Скрипка маршала», «Теркін-добрий малий» (1967)
- «Дорогами Жовтня». Ораторія на слова В. Коржа (1967).
- «Шляхами Жовтня». Вокально-симфонічна повість на слова П. Тичини та В. Коржа (2-га редакція, 1977)

### Камерні твори
- «Марш до пуску Дніпрогесу» для баяну соло (1933)
- Квартет для двох скрипок, альта та віолончелі (1935)
- «Рондо» для скрипки та фортепіано (1936)
- «Поема» для скрипки та фортепіано (у співавторстві з Д. Клебановим, 1943)
- «Пісня» для скрипки та фортепіано (у співавторстві з Д. Клебановим, 1950)
- «Два українських танці» для баяну (1950)
- Квартет «Вірменські замальовки» для двох скрипок, альта та віолончелі (1960)
- «Фантазія» для скрипки соло (1960)
- «Пам'яті музикантів» три поеми для фортепіано (1961)
- «Молодіжне тріо» для скрипки, віолончелі та фортепіано (1961)
- «Балада» та «Шуточний марш» для віолончелі та фортепіано (1963)
- «Образи» для фортепіано (1970)
- «Чотири українських танці» для скрипки та фортепіано (1970)
- Соната для віолончелі та фортепіано (1976)
- «Етюди-картини» для фортепіано (1978)

## Нагороди, пам'ять
Нагороджений орденами Леніна (1960), Жовтневої Революції (1971), Трудового Червоного Прапора (1948), болгарським орденом Кирила і Мефодія. Лауреат Сталінської премії (1946, 1952). Лауреат Державної премії УРСР ім. Шевченка (1974).
Від 17 березня 1994 ім'я Андрія Штогаренка носить у рідному місті композитора Дніпрі міський комунальний заклад культури «Дніпровська музична школа № 2». 
На вулиці Михайла Омеляновича-Павленка, 11 у Києві де мешкав Андрій Штогаренко, 1 липня 2008 року встановлено меморіальну дошку. 
Колишня вулиця Лукашенка в Новокодацькому районі м. Дніпра від 2016 року носить назву Андрія Штогаренка. 
В журналі «Перець» №19 за 1982 р. розміщено дружній шарж А.Арутюнянца , присвячений 80-річчю митця.